# Tisnare kanal
Tisnare kanal är en kanal på gränsen mellan Södermanland och Östergötland i Sverige som förbinder sjöarna Fjälaren, Tisnaren och Tislången.
Kanalen byggdes mellan åren 1910 och 1912 för att förenkla frakt av gods till stambanans station vid Ändebol, som ligger på Sörmlandssidan om gränsen mellan Södermanland och Östergötland (längs riksväg 56 mellan Katrineholm och Norrköping). Kanalen omfattar mest existerande vattendrag, den längsta grävda sektionen är omkring 1,85 km och sedan finns några mindre grävda sträckor om 100-200 m. Vid Ändebol anslöt också flottled från Stensjön och Malmsjön.